# Christian Nielsen Holberg
Christian Nielsen Holberg (død 1686) var en norsk officer, fader til Ludvig Holberg. Han var henved 50, da han giftede sig i 1667, og må dermed være født omkring 1620.
Hans hjemstavn er ukendt; men da han i 1645 var fenrik ved det throndhjemske regiment, har man tænkt sig, at han kom fra gården Holberg i Skogn i Levanger i Nord-Trøndelag. Imidlertid kendes også Holberg på Smøla og Holberg i Tistedal udenfor Halden.

## Militær indsats
Christian Holberg steg i graderne fra menig til oberstløjtnant i 1667. Det havde ikke været muligt uden en solid uddannelse og glimrende indsats i tjenesten. I 1653 blev han løjtnant og fik som sådan, nok samme år, tilladelse til med bibeholdelse af sin gage at foretage en udenlandsrejse til sin videre militære uddannelse. Han tjente som lejesoldat i både maltesisk og veneziansk tjeneste (i juni 1656 var han i Venedig), og gik også til fods gennem Italien. Formentlig kom han hjem pga. Karl Gustav-krigene mod Sverige, og blev udnævnt til kaptajn ved det søndenfjordske kompagni. I 1658 blev han rost for sin indsats ved generobringen af Trondheim.
11. oktober 1659 fik han ordre om at forflytte sit kompagni, der påbegyndte den lange march sydpå til Frederikshald, som var under svensk belejring. Holberg ankom med sine tropper 14. januar 1660, og så var de i kamp frem til 23. februar, da der kom ordre om at forflytte sig til Bergen. I maj ankom de byen, hvor Holberg blev forfremmet til major og næstkommanderende på Bergenhus fæstning; den øverstkommanderende var general Claus von Ahlefeldt. Holberg oplevede her slaget i Bergens våg 2. august 1665. Han deltog også i invasionen i Sverige i 1676 under statholder Ulrik Frederik Gyldenløve, som værdsatte ham højt.
Ludvig Holberg var kun 15 måneder, da hans far døde, og kendte ham kun fra andres beskrivelser. Et sted fortæller han, at "hvor jeg er kommen blandt Høje og Lave, iblandt Oficiers, Bønder og Almue, da, saa snart de have hørt, hvis Søn jeg var, havde de eenstemmigen raabt: Ach! er I Christian Nielsens Søn! og derpaa have begyndt at anføre adskillige Historier, til Beviis, saavel paa hans Tapperhed, Dyd, Moderation og christelige Hiertelav mod alle Mennesker." Christian Nielsens hjertelag kan læses ud af de militære proviantregnskaber. Den gang spildte man ellers ingen forplejning på en såret soldat; men Holbergs far mente, at de sårede skulle have den bedst mulige forplejning, så de kunne overleve. Også som dommer i militære straffesager viste han en human indstilling i en tid, hvor hårde domme ellers var normen.

## Familieliv
I Bergen giftede Christian Holberg sig med den tyveårige Karen Pedersdatter Lem (1647-95), præstedatter og dertil datterdatter af Ludvig Munthe, biskop i Bergen, som hendes søn Ludvig Holberg blev opkaldt efter.
I 1751 skriver Ludvig Holberg, at han "af tolv Søskende er den eeneste tilbage." Ifølge kirkebøgerne fik parret fire børn i årene 1668-76; senere kom der tre til. Hvis antallet faktisk var tolv, "mangler" der alså fem børn. Enten har Christian Holberg haft børn fra et ukendt, tidligere ægteskab; eller fået børn uden at gifte sig. Kilder har opgivet, at han i 1653 blev bødelagt i Nordfjord, netop for at have fået et barn udenfor ægteskab. Man har ikke kunnet finde kildebelæg for kilderne; men Holberg var helt klart i Norge det år, for 1. februar blev han udnævnt til løjtnant i Bergenhus len. Det år blev der født en Ove Christiansen, senere officer, der dukker op i kilderne efter 1670 som kommandantens oppasser på Bergenhus. Der var to oppassere; den anden var Hans Schmidt fra Tønder, senere adlet som Lillienskjold. Men Ove står foran ham på listen, og må have haft indflydelsesrige bekendtskaber. Han må også have været søn af en Christian; efter alt at dømme en Christian med betydelig indflydelse i Bergen; og det kan kun dreje sig om Christian Holberg. Dertil går navnet Ove igen i Holbergs familie på farens side; og Ove Bielke var en ungdomsven af Christian Holberg. Under svenskekrigen 1676-78 var Ove i Holbergs kompagni. Senere blev han gift med præstedatteren Barbara Bugge, steddatter til Søren Munthe, som var Karen Lems morbror, og altså i familie med Christian Holberg gennem hans kone. Denne mulige halvbror til Ludvig Holberg, Ove Christiansen, var også en mild dommer i militære straffesager; og hans søn igen, Samuel Ovesen i Strusshamn på Askøy, fik ry som en klog mand og mægler. Ove Christiansen har i dag mange efterkommere.
I 1679 fik Christian Holberg afsked med pension, men opgav denne til fordel for privilegium som inspektør af bøndernes bevæbning i Bergenhus amt. Omkring den tid købte han et hus i Strandgaten i Bergen og nogle jordstykker udenfor byen. Efter hans død i 1686 sad enken tilbage med tre smådrenge (den yngste, Ludvig Holberg, var kun 15 måneder) og tre lidt ældre piger. Samme år blev familien rammet af en ny ulykke, da hus og indbo gik tabt i bybranden 27. september 1686, hvorved 231 bolighuse og 216 søboder gik tabt. Karen Lem måtte sælge brandtomten for overhovedet at få tag over hovedet, men formåede at beholde jordstykkerne. Husets kælder, kaldt "Holbergkælderen", blev dog stående frem til 1985, da Bergen kommune lod den rive. På grunden (Strandgaten 190) står der i dag et hotel, opkaldt efter Ludvig Holberg.